# CCC Development Team
Das CCC Development Team ist ein polnisches Radsportteam mit Sitz im niederschlesischen Polkowice.

## Geschichte
Das Team wird vom städtischen Sportverein der niederschlesischen Stadt Polkowice betrieben und wurde 2000 gegründet. Hauptsponsor war von Beginn an der polnische Schuhhersteller CCC. 2005 bekam es erstmals eine Lizenz als Continental Team, als das es hauptsächlich an Rennen der UCI Europe Tour teilnahm. 2010 folgte eine Lizenz als Professional Continental Team, als das es gegenwärtig als einziges Team aus Polen auch an der UCI WorldTour teilnehmen kann. Manager ist Krzysztof Korsak, der von seinen Sportlichen Leitern Robert Krajewski und Piotr Wadecki unterstützt wird.
Im September 2011 wurde bekannt, dass das Team zum Ende der Saison aufgelöst werden sollte. Vermutet wurde, dass es zu Meinungsverschiedenheiten zwischen der sportlichen Leitung und dem Sponsor gekommen war. Der Betrieb des Teams wurde jedoch 2012 ohne Unterbrechung fortgesetzt. Nach dem geplanten Rückzug des langjährigen zweiten Namenssponsors Polsat, eines privatrechtlichen Fernsehsenders aus Polen, wurde das Team seit 2015 von der polnischen Bekleidungsmarke Sprandi mitfinanziert.
Im August wurde bekannt, dass CCC im Jahr 2019 Namenssponsor der bis dahin unter dem Namen BMC Racing Team bekannten UCI WorldTeam werde, welches dann als CCC Team registriert wurde, während das CCC Sprandi Polkowice unter dem Namen CCC Development Team eine Lizenz als Continental Team erhielt.

## Saison 2020

### Erfolge in den Continental Circuits
In den Rennen des UCI Continental Circuits gelangen dem Team nachstehende Erfolge.
| Datum            | Rennen                                             | Kat. | Fahrer                |
| ---------------- | -------------------------------------------------- | ---- | --------------------- |
| 6. September     | 4. Etappe Bałtyk-Karkonosze Tour                   | 2.2  | Stanisław Aniołkowski |
| 3.–6. September  | Gesamtwertung Bałtyk-Karkonosze Tour               | 2.2  | Stanisław Aniołkowski |
| 11. September    | 3. Etappe Course de la Solidarité Olympique        | 2.2  | Stanisław Aniołkowski |
| 9.–12. September | Gesamtwertung Course de la Solidarité Olympique    | 2.2  | Stanisław Aniołkowski |
| 18. September    | 1. Etappe Tour of Małopolska                       | 2.2  | Stanisław Aniołkowski |
| 9. Oktober       | 2. Etappe Giro della Regione Friuli Venezia Giulia | 2.2  | Szymon Krawczyk       |
| 10. Oktober      | Visegrád 4 Bicycle Race - GP Slovakia              | 1.2  | Stanisław Aniołkowski |

### Erfolge in den Nationalen Straßen-Radsportmeisterschaften
In den Rennen der Nationalen Straßen-Radsportmeisterschaften 2020 konnte das Team nachstehende Titel erringen.
| Datum      | Rennen                                  | Sieger                |
| ---------- | --------------------------------------- | --------------------- |
| 23. August | Polnische Meisterschaft – Straßenrennen | Stanisław Aniołkowski |

## Saison 2019

### Erfolge in der UCI Asia Tour
In der Saison 2019 gelangen dem Team nachstehende Erfolge in der UCI EurAsia pe Tour.
| Datum      | Rennen                   | Kat. | Sieger       |
| ---------- | ------------------------ | ---- | ------------ |
| 30. August | 1. Etappe Tour of Almaty | 2.1  | Patryk Stosz |

### Erfolge in der UCI Europe Tour
In der Saison 2019 gelangen dem Team nachstehende Erfolge in der UCI Europe Tour.
| Datum         | Rennen                                         | Kat. | Sieger                |
| ------------- | ---------------------------------------------- | ---- | --------------------- |
| 15. März      | 1. Etappe Istrian Spring Trophy                | 2.2  | Attila Valter         |
| 3. Mai        | 3. Etappe Carpathian Couriers Race             | 2.2U | Stanisław Aniołkowski |
| 5. Mai        | 5. Etappe Carpathian Couriers Race             | 2.2U | Stanisław Aniołkowski |
| 10. Mai       | 1b. Etappe CCC Tour-Grody Piastowskie          | 2.2  | Kamil Małecki         |
| 10.–12. Mai   | Gesamtwertung CCC Tour-Grody Piastowskie       | 2.2  | Kamil Małecki         |
| 25. Mai       | 4. Etappe Bałtyk-Karkonosze Tour (EZF)         | 2.2  | Kamil Małecki         |
| 22.–26. Mai   | Gesamtwertung Bałtyk-Karkonosze Tour           | 2.2  | Kamil Małecki         |
| 1. Juni       | 2a. Etappe Wyscig Mjr. Hubala-Sante Tour (EZF) | 2.1  | Szymon Tracz          |
| 23. Juni      | Korona Kocich Gór                              | 1.2  | Patryk Stosz          |
| 5. Juli       | 4. Etappe Course de la Solidarité Olympique    | 2.2  | Stanisław Aniołkowski |
| 27. Juli      | 3. Etappe Dookoła Mazowsza                     | 2.2  | Stanisław Aniołkowski |
| 24.–27. Juli  | Gesamtwertung Dookoła Mazowsza                 | 2.2  | Stanisław Aniołkowski |
| 12. September | 2. Etappe Rumänien-Rundfahrt                   | 2.1  | Stanisław Aniołkowski |
| 15. September | 5. Etappe Rumänien-Rundfahrt                   | 2.1  | Stanisław Aniołkowski |

### Erfolge in den Nationalen Straßen-Radsportmeisterschaften
In den Rennen der Nationalen Straßen-Radsportmeisterschaften 2019 konnte das Team nachstehende Titel erringen.
| Datum    | Rennen                                      | Sieger        |
| -------- | ------------------------------------------- | ------------- |
| 27. Juni | Ungarische Meisterschaft - Einzelzeitfahren | Attila Valter |
| 30. Juni | Polnische Meisterschaft - Straßenrennen     | Michał Paluta |

## Saison 2018

### Erfolge in der UCI Europe Tour
In der Saison 2018 gelangen dem Team nachstehende Erfolge in der UCI Europe Tour.
| Datum        | Rennen                                       | Kat. | Sieger                |
| ------------ | -------------------------------------------- | ---- | --------------------- |
| 11. März     | Ronde van Drenthe                            | 1.HC | František Sisr        |
| 25. März     | 4. Etappe Settimana Internazionale (EZF)     | 2.1  | Jan Tratnik           |
| 31. März     | Volta Limburg Classic                        | 1.1  | Jan Tratnik           |
| 11. Mai      | 1. Etappe CCC Tour - Grody Piastowskie (EZF) | 2.2  | Jan Tratnik           |
| 12. Mai      | 3. Etappe CCC Tour - Grody Piastowskie       | 2.2  | Łukasz Owsian         |
| 12. Mai      | Visegrád 4 Bicycle Race - GP Hungary         | 1.2  | František Sisr        |
| 11.–13. Mai  | Gesamtwertung CCC Tour - Grody Piastowskie   | 2.2  | Łukasz Owsian         |
| 19. Mai      | 4. Etappe Bałtyk-Karkonosze Tour (EZF)       | 2.2  | Mateusz Taciak        |
| 20. Mai      | 5. Etappe Bałtyk-Karkonosze Tour             | 2.2  | Mateusz Taciak        |
| 1.–3. Juni   | Gesamtwertung Szlakiem Walk Majora Hubala    | 2.1  | Mateusz Taciak        |
| 10. Juni     | 5. Etappe Tour of Małopolska                 | 2.2  | Amaro Antunes         |
| 8.–10. Juni  | Gesamtwertung Tour of Małopolska             | 2.2  | Amaro Antunes         |
| 16. Juni     | Memorial Grundmanna I Wizowskiego            | 1.2  | Łukasz Owsian         |
| 17. Juni     | Grand Prix Doliny Baryczy Milicz             | 1.2  | Kamil Małecki         |
| 8. Juli      | 3a. Etappe Sibiu Cycling Tour (MZF)          | 2.1  | CCC Sprandi Polkowice |
| 25. Juli     | Prolog Dookoła Mazowsza (EZF)                | 2.2  | Szymon Sajnok         |
| 26. Juli     | 1. Etappe Dookoła Mazowsza                   | 2.2  | Szymon Sajnok         |
| 27. Juli     | 2. Etappe Dookoła Mazowsza                   | 2.2  | Szymon Sajnok         |
| 25.–28. Juli | Gesamtwertung Dookoła Mazowsza               | 2.2  | Szymon Sajnok         |

### Erfolge in den Nationalen Straßen-Radsportmeisterschaften
In den Rennen der Nationalen Straßen-Radsportmeisterschaften 2018 konnte das Team nachstehende Titel erringen.
| Datum   | Rennen                                       | Sieger      |
| ------- | -------------------------------------------- | ----------- |
| 8. Juni | Slowenische Meisterschaft - Einzelzeitfahren | Jan Tratnik |

### Mannschaft
| Teamkader 2018                            | Teamkader 2018     | Teamkader 2018 | Teamkader 2018                            |
| Name                                      | Geburtsdatum       | Land           | Vorheriges Team                           |
| ----------------------------------------- | ------------------ | -------------- | ----------------------------------------- |
| Amaro Antunes                             | 27. November 1990  | Portugal       | W52-FC Porto (2017)                       |
| Alan Banaszek                             | 30. Oktober 1997   | Polen          |                                           |
| Paweł Bernas                              | 24. Mai 1990       | Polen          | Domin Sport (2017)                        |
| Piotr Brożyna                             | 17. Februar 1995   | Polen          | Telco'm-Gimex (2014)                      |
| Paweł Cieślik                             | 12. April 1986     | Polen          | Elkov-Author (2017)                       |
| Paweł Franczak                            | 7. Oktober 1991    | Polen          | Team Hurom (2017)                         |
| Kamil Gradek                              | 17. September 1990 | Polen          | ONE Pro Cycling (2017)                    |
| Jonas Koch                                | 25. Juni 1993      | Deutschland    | Verva ActiveJet (2016)                    |
| Marko Kump                                | 9. September 1988  | Slowenien      | UAE Team Emirates (2017)                  |
| Adrian Kurek                              | 29. März 1988      | Polen          | Utensilnord Named (2012)                  |
| Kamil Małecki                             | 2. Januar 1996     | Polen          |                                           |
| Łukasz Owsian                             | 24. Februar 1990   | Polen          |                                           |
| Michał Paluta                             | 4. Oktober 1995    | Polen          | TKK Pacific Toruń - Nestlé Fitness (2014) |
| Leszek Pluciński                          | 3. Juni 1990       | Polen          | BDC Marcpol (2014)                        |
| Szymon Sajnok                             | 24. August 1997    | Polen          | Attaque Team Gusto (2017)                 |
| Michal Schlegel                           | 31. Mai 1995       | Tschechien     | Klein Constantia (2016)                   |
| František Sisr                            | 17. März 1993      | Tschechien     | Klein Constantia (2016)                   |
| Patryk Stosz                              | 15. Juli 1994      | Polen          | TC Chrobry Lasocki Głogów (2013)          |
| Mateusz Taciak                            | 19. Juni 1984      | Polen          | Mróz-Active Jet (2010)                    |
| Jan Tratnik                               | 23. Februar 1990   | Slowenien      | Amplatz-BMC (2016)                        |
|                                           |                    |                |                                           |
| Quellen: ProCyclingStats Cycling Quotient |                    |                |                                           |

## Saison 2017

### Erfolge in der UCI Europe Tour
In der Saison 2017 gelangen dem Team nachstehende Erfolge in der UCI Europe Tour.
| Datum       | Rennen                                      | Kat. | Sieger                |
| ----------- | ------------------------------------------- | ---- | --------------------- |
| 23. März    | 1b. Etappe Settimana Internazionale (MZF)   | 2.1  | CCC Sprandi Polkowice |
| 7. Mai      | 3. Etappe CCC Tour-Grody Piastowskie        | 2.2  | Alan Banaszek         |
| 1. Juni     | 1. Etappe Szlakiem Walk Majora Hubala       | 2.1  | Maciej Paterski       |
| 1.–4. Juni  | Gesamtwertung Szlakiem Walk Majora Hubala   | 2.1  | Maciej Paterski       |
| 7. Juni     | Prolog Slowakei-Rundfahrt (EZF)             | 2.1  | Jan Tratnik           |
| 10. Juni    | 2. Etappe Tour of Małopolska                | 2.2  | Maciej Paterski       |
| 11. Juni    | 3. Etappe Tour of Małopolska                | 2.2  | Maciej Paterski       |
| 7.–11. Juni | Gesamtwertung Slowakei-Rundfahrt            | 2.1  | Jan Tratnik           |
| 9.–11. Juni | Gesamtwertung Tour of Małopolska            | 2.2  | Maciej Paterski       |
| 17. Juni    | Memorial Grundmanna I Wizowskiego           | 1.2  | Alan Banaszek         |
| 18. Juni    | Korona Kocich Gór                           | 1.2  | Łukasz Owsian         |
| 28. Juni    | 2. Etappe Course de la Solidarité Olympique | 2.2  | Alan Banaszek         |
| 12. August  | Memoriał Henryka Łasaka                     | 1.2  | Alan Banaszek         |
| 13. August  | Puchar Uzdrowisk Karpackich                 | 1.2  | Maciej Paterski       |

### Erfolge in den Nationalen Straßen-Radsportmeisterschaften
In den Rennen der Nationalen Straßen-Radsportmeisterschaften 2017 konnte das Team nachstehende Titel erringen.
| Datum    | Rennen                                           | Sieger            |
| -------- | ------------------------------------------------ | ----------------- |
| 21. Juni | Polnische Meisterschaft - Einzelzeitfahren (U23) | Piotr Brozyna     |
| 25. Juni | Polnische Meisterschaft - Straßenrennen          | Adrian Kurek      |
| 25. Juni | Bulgarische Meisterschaft - Straßenrennen        | Nikolaj Michajlow |

### Zugänge – Abgänge
| Zugänge                 | Team 2016                        | Abgänge             | Team 2017          |
| ----------------------- | -------------------------------- | ------------------- | ------------------ |
| Marcin Białobłocki      | ONE Pro Cycling                  | Josef Černý         |                    |
| Michal Schlegel         | Klein Constantia                 | Víctor de la Parte  | Movistar Team      |
| František Sisr          | Klein Constantia                 | Adrian Honkisz      | Wibatech 7R Fuji   |
| Jan Tratnik             | Amplatz-BMC                      | Tomasz Kiendyś      | Karriereende       |
| Jonas Koch (ab 7. März) | Verva ActiveJet Pro Cycling Team | Eryk Latoń          |                    |
|                         |                                  | Jarosław Marycz     |                    |
|                         |                                  | Bartłomiej Matysiak |                    |
|                         |                                  | Davide Rebellin     | Kuwait-Cartucho.es |
|                         |                                  | Grzegorz Stępniak   | Wibatech 7R Fuji   |
|                         |                                  | Sylwester Szmyd     | Karriereende       |

### Mannschaft
| Teamkader 2017                            | Teamkader 2017     | Teamkader 2017 | Teamkader 2017                            |
| Name                                      | Geburtsdatum       | Land           | Vorheriges Team                           |
| ----------------------------------------- | ------------------ | -------------- | ----------------------------------------- |
| Alan Banaszek                             | 30. Oktober 1997   | Polen          |                                           |
| Marcin Białobłocki                        | 2. September 1983  | Polen          | ONE Pro Cycling (2016)                    |
| Piotr Brożyna                             | 17. Februar 1995   | Polen          | Telco'm-Gimex (2014)                      |
| Felix Großschartner                       | 23. Dezember 1993  | Österreich     | Felbermayr Simplon Wels (2015)            |
| Jan Hirt                                  | 21. Januar 1991    | Tschechien     | Etixx (2014)                              |
| Jakub Kaczmarek                           | 27. September 1993 | Polen          | Telco'm-Gimex (2014)                      |
| Adrian Kurek                              | 29. März 1988      | Polen          | Utensilnord Named (2012)                  |
| Kamil Małecki                             | 2. Januar 1996     | Polen          |                                           |
| Nikolaj Michajlow                         | 8. April 1988      | Bulgarien      | AVC Aix-en-Provence (2011)                |
| Marcin Mrożek                             | 26. Februar 1990   | Polen          |                                           |
| Łukasz Owsian                             | 24. Februar 1990   | Polen          |                                           |
| Michał Paluta                             | 4. Oktober 1995    | Polen          | TKK Pacific Toruń - Nestlé Fitness (2014) |
| Maciej Paterski                           | 12. September 1986 | Polen          | Cannondale (2013)                         |
| Leszek Pluciński                          | 3. Juni 1990       | Polen          | BDC Marcpol (2014)                        |
| Simone Ponzi                              | 17. Januar 1987    | Italien        | Southeast (2015)                          |
| Branislau Samojlau                        | 25. Mai 1985       | Belarus        | Movistar Team (2012)                      |
| Michal Schlegel                           | 31. Mai 1995       | Tschechien     | Klein Constantia (2016)                   |
| František Sisr                            | 17. März 1993      | Tschechien     | Klein Constantia (2016)                   |
| Patryk Stosz                              | 15. Juli 1994      | Polen          | TC Chrobry Lasocki Głogów (2013)          |
| Mateusz Taciak                            | 19. Juni 1984      | Polen          | Mróz-Active Jet (2010)                    |
| Jan Tratnik                               | 23. Februar 1990   | Slowenien      | Amplatz-BMC (2016)                        |
| Jonas Koch (7. Mär.–31. Dez.)             | 25. Juni 1993      | Deutschland    | Verva ActiveJet (2016)                    |
|                                           |                    |                |                                           |
| Quellen: ProCyclingStats Cycling Quotient |                    |                |                                           |

## Platzierungen in UCI-Ranglisten
UCI-Weltrangliste
| Saison | Mannschaftswertung | Fahrerwertung          |
| ------ | ------------------ | ---------------------- |
| 2000   | 32. (GSII)         | Piotr Przydział (203.) |
| 2001   | 24. (GSII)         | Ondřej Sosenka (126.)  |
| 2002   | 5. (GSII)          | Ondřej Sosenka (84.)   |
| 2003   | 29. (GSI)          | Ondřej Sosenka (125.)  |
| 2004   | 2. (GSIII)         | Sławomir Kohut (146.)  |

UCI Africa Tour
| Saison    | Mannschaftswertung | Fahrerwertung            |
| --------- | ------------------ | ------------------------ |
| 2005-2008 | -                  | -                        |
| 2009      | 6.                 | Krzysztof Jeżowski (24.) |
| 2010-2016 | -                  | -                        |

UCI America Tour
| Saison    | Mannschaftswertung | Fahrerwertung              |
| --------- | ------------------ | -------------------------- |
| 2009-2012 | -                  | -                          |
| 2013      | 37.                | Bartłomiej Matysiak (309.) |
| 2014-2016 | -                  | -                          |

UCI Asia Tour
| Saison | Mannschaftswertung | Fahrerwertung                |
| ------ | ------------------ | ---------------------------- |
| 2008   | 38.                | Marek Wesoły (116.)          |
| 2009   | 23.                | Krzysztof Jeżowski (38.)     |
| 2010   | 45.                | Tomasz Smoleń (180.)         |
| 2011   | 8.                 | Mateusz Taciak (32.)         |
| 2012   | 52.                | Sylwester Janiszewski (191.) |
| 2013   | -                  | -                            |
| 2014   | 49.                | Adrian Honkisz (168.)        |
| 2015   | 44.                | Grzegorz Stępniak (156.)     |
| 2016   | 41.                | Davide Rebellin (89.)        |

UCI Europe Tour
| Saison | Mannschaftswertung | Fahrerwertung            |
| ------ | ------------------ | ------------------------ |
| 2006   | 64.                | Piotr Chmielewski (300.) |
| 2007   | 14.                | Tomasz Kiendyś (15.)     |
| 2008   | 16.                | Tomasz Kiendyś (26.)     |
| 2009   | 35.                | Krzysztof Jeżowski (78.) |
| 2010   | 29.                | Adrian Honkisz (98.)     |
| 2011   | 16.                | André Schulze (36.)      |
| 2012   | 23.                | Marek Rutkiewicz (25.)   |
| 2013   | 8.                 | Davide Rebellin (3.)     |
| 2014   | 7.                 | Davide Rebellin (3.)     |
| 2015   | 8.                 | Davide Rebellin (9.)     |
| 2016   | 17.                | Davide Rebellin (159.)   |